# Häusern
Häusern là một xã ở huyện Waldshut trong bang Baden-Württemberg thuộc nước Đức.